# Bova (Italia)
Bova (Idioma grecocalabrés: Chòra tu Vùa) es un municipio sito en el territorio de la provincia de Reggio, en Calabria (Italia), mayor centro del área de cultura Griego Italica de Bovesia, en la cual el Griego-Italico todavía es hablado y el rito griego-ortodoxo flanquea el católico-romano. La aldea de Bova está inscrita en el listado de I Borghi più belli d'Italia.

## Demografía
| Gráfica de evolución demográfica de Bova entre 1861 y 2001 |
|                                                            |
| Fuente ISTAT - elaboración gráfica a cargo de Wikipedia    |